# 曹嶷
曹 嶷（そう ぎょく、? - 323年）は、中国の五胡十六国時代の人物。東萊郡の人。青州で独立勢力を形成し、前趙・後趙・東晋と様々な国家に服属しながら12年にわたって割拠した。

## 生涯
306年、妖賊の劉柏根が東萊郡惤県で挙兵すると、曹嶷はこれに身を投じた。307年、劉柏根が王浚により敗死すると、長史の王弥は敗残兵を連れて漢（後の前趙）の劉淵に帰順した。この時、曹嶷は王弥の左長史に任じられた。
309年12月、王弥は曹嶷を安東将軍に推挙し、彼に青州を攻略させるよう上奏すると、劉淵はこれを許可した。こうして曹嶷は5千の兵と宝物を携えて青州に向かい、流民の招集と共に王弥の一族を迎えいれるよう命じられた。曹嶷は青州に赴くと梁の地方へ侵攻して東平・琅邪を占領し臨淄城を陥落させ、後に青州刺史に任じられた。しかしこの間に曹嶷を呼び戻して自立を目指していた王弥は、対立していた将軍の石勒に暗殺されてしまった。
曹嶷は前趙朝廷への貢物を絶やすようになり、徐々に朝廷と距離を取るようになり、やがてかつて斉国が栄えた土地で王となる野心を抱いた。 石勒は漢の皇帝劉聡に曹嶷討伐を求めたが、石勒の勢力は既に漢国の統治を脅かす程強大であったため、劉聡は警戒して許可しなかった。そのため方針を変えた石勒は曹嶷へ修好の使者を派遣し、両者は同盟を結んだ。また317年6月には西晋の残党勢力との結び付きを得るため、晋王司馬睿に書を送り、皇帝への即位を勧めた。
司馬睿が即位し東晋が成立すると、曹嶷は平東将軍・青州刺史に任じられ、広饒侯に封じられた。また同時期に石勒からも征東大将軍・青州牧・琅邪公の地位を与えられ、曹嶷は東晋を奉っていたが、建業は遠く離れていたため、石勒の襲撃を恐れて臣従を続けた。またこの時期、苟晞により東萊郡太守に任じられていた鞠彭と、幾度となく会戦を繰り広げた。曹嶷の勢力は鞠彭を上回っていたが、鞠彭はよく人心を得ていたため、なかなかこれを滅ぼせなかった。しかし鞠彭は曹嶷と争うのは得策ではないと思い、彼に降伏しようとした。配下の者は曹嶷を信用しておらず、鞠彭に献策し、曹嶷との決戦の準備をした。鞠彭は一つとして進言を容れず、ただ数千人を連れ、堂々と海を北に渡り、曹嶷へ東萊の地を譲り渡した。
323年、石勒は曹嶷の勢力がこれ以上拡大するのを恐れ、彼を討伐することを決めた。石虎を大将として4万の騎兵を与えて青州へ向かわせると、曹嶷は海中の根余山（現在の崑嵛山）に逃れて兵力を保とうと考えたが、病の為実行できなかった。曹嶷は配下の羌胡軍を黄河の西に駐屯させたが、征東将軍石他に撃破された。石虎が兵を進めて広固を包囲すると、東萊郡太守の劉巴・長広郡太守の呂披が郡ごと降った。左軍将軍石挺が軍を広固に進めると、曹嶷はついに降伏した。石虎に襄国へ送られると、石勒は曹嶷を殺害し、配下の三万人を穴に埋めて殺した。石虎は男女七百人を広固に留めると、劉徴にこの地を支配させた。 これにより、青州の諸郡県や砦は、全て後趙の支配下となった。

## 子孫
孫に曹巌という人物がおり、356年に鞠彭の子である、前燕の東萊郡太守鞠殷と面会している。また、鞠彭自身からも車馬衣服を贈られている。

## 広固城について
曹嶷が築いた広固城は堯王山の南に位置し、西には繞陽河が流れている。四方を谷に囲まれ、堀は深く水が阻み、守るに易く攻めるに難い地であったことから、兵家必争の地となった。『大きな谷が甚だ広がっており、それによって固を為している』という事から広固城と称されるようになったという。広固城は臨淄城に代わって青州の治所となり、やがて山東における政治の中心となった。また、港湾の発展に伴い、経済においても重要な都市となった。

## 逸話
311年、曹嶷は乱を起こして各地を荒らしており、高平にまでその勢いは及んでいた。高平を守っていた張栄は、村の住民に命じて自警させ、あちこちに砦を築いて自ら守らせた。ある夜、山上で火事が発生すると、煙や炎が高く舞い上がった。さらに、馬の蹄音や武具の物音が騒がしく聞こえてきたので、住民たちは曹嶷が攻め寄せてきたかと思い身構えた。張栄は迎え撃とうとして軍を率いて山へ向かったが、山中に人影は全くなかった。ただ、無数の火の粉が飛来しており、鎧や馬のたてがみに燃え移るので、皆驚いて逃げ戻った。翌日になり再び山を捜索してみたが、どこにも火を焚いたような痕跡はなかった。そこには、100人ほどの朽ち果てた骸が散乱していたという。